# Arthur Cleveland Bent
Arthur Cleveland Bent (25 novembre 1866 - 30 décembre 1954) est un ornithologue américain.
Il est connu pour son ouvrage encyclopédique en 21 volumes, Life Histories of North American Birds, publié de 1919 à 1968 et achevé à titre posthume.

## Biographie
Bent grandit dans le Massachusetts, où il s'intéresse aux oiseaux dès son enfance. Plus tard, il réussit dans les affaires et voyage à travers l'Amérique du Nord, acquérant une connaissance approfondie de son avifaune. À partir de 1901, il rédige des articles pour The Auk, le journal de l'American Ornithologists' Union.
À la suite d'une demande de la Smithsonian Institution en 1910, Bent commence à travailler sur le projet qui domine le reste de sa vie. À l'aide de ses propres expériences, de la littérature publiée et des contributions de centaines d'autres personnes, il rassemble ce qui est à l'époque de loin le référentiel de connaissances le plus complet sur la biologie des oiseaux d'Amérique du Nord. Ses récits sont publiés progressivement dans le United States National Museum Bulletin (NMB) et plus tard republiés par Dover.
En 1940, Bent reçoit la Médaille John-Burroughs pour son livre. Il reçoit la Médaille Daniel-Giraud-Elliot de l'Académie nationale des sciences en 1949.